# Félix Roussel
Pour les articles homonymes, voir Félix Roussel (homonymie).
Félix-Joseph-Guillaume-Marie Roussel, né le 4 avril 1856 à Bagnolet (Seine-Saint-Denis) et mort le 6 septembre 1925 à Paris (17e), est un avocat, journaliste et homme politique français.

## Biographie
Docteur en droit de la faculté de droit de Paris et secrétaire de la Conférence des avocats du barreau de Paris en 1884, il devient avocat à la Cour d'appel de Paris en 1888 et est chargé de cours à la Faculté de droit.
En 1894, il fonde avec Marcel Fournier et Edmond du Vivier de Streel la Revue politique et parlementaire, dont il devient secrétaire général et y rédige la chronique politique. Il collabore également à divers ouvrages et publications, tel que le Dalloz, la Grande encyclopédie du XIXe siècle, le Dictionnaire de la Banque et de la Bourse, etc.
Il est bibliothécaire et membre du conseil de direction de la Société de législation comparée, ainsi que secrétaire de la Ligue nationale de décentralisation, président du conseil directeur de l'Union vélocipédique de France et membre de la section juridique du Musée social.
Conseiller municipal de Paris et conseiller général de la Seine à partir de 1900, il est président du Conseil général de la Seine de 1907 à 1908, puis Président du Conseil municipal de Paris de 1911 à 1912. Il est membre du conseil de surveillance de l'Assistance publique de Paris et rapporteur général de la Commission du Métropolitain.
Il est président du conseil d'administration de la Compagnie des Messageries maritimes (MM) de 1914 à 1925.

## Publications
- L'émeute parisienne, sa naissance, sa vie, sa mort, son convoi ; grande complainte, 1869
- Des présomptions, 1876
- Du domicile en droit romain; de la formation des conventions en droit international privé (1878)
- La grève générale et le syndicat Guérard (1899)
- La lyre gauloise, chansons et poésies (1899)
- Le pilori (1870)
- L'accident de chemin de fer métropolitain du 10 août 1903 (1903)

## Distinctions
- Officier de la Légion d'honneur (1919)[1]
- Officier d'Académie
- Grand-croix de l'ordre de Saint-Stanislas
- Grand-croix de l'ordre royal de Saint-Sava
- Commandeur de l'ordre des Saints-Maurice-et-Lazare

## Hommages
- Félix Roussel (paquebot)

### Sources
- Nobuhito Nagai, Les conseillers municipaux de Paris sous la troisième république, 1871-1914, 2002
- Marie-Françoise Berneron-Couvenhes, Les messageries maritimes : l'essor d'une grande compagnie de navigation française, 1851-1894, 2007
- Mélanges de l'Ecole française de Rome: Italie et Méditerranée, Volume 114, Numéro 2 2002